# Jahid Hasan Ameli
Mohamed Jahid Hasan Ameli (en bengalí: জাহিদ হাসান এমিলি; n. Pirojpur, Bangladés, 25 de diciembre de 1987) es un futbolista bangladesí que juega como delantero en el Sheikh Russel KC de la liga de Fútbol de Bangladés. Es internacional por Bangladés.